# Sabina

Localização dos antigos povos do Lácio

Sabina (em latim: Sabinium) é uma região da península Itálica habitada desde os tempos pré-históricos e povoada pela tribo dos Sabinos.

## História
A região era povoada pelos Sabinos, uma tribo do grupo osco-úmbrio, da costa do mar Adriático, que chegaram à área no século X/IX a.C., fundando as cidades de Rieti, Trébula e Cures. Devido à sua posição estratégica, Cures ficou rica, ocupando uma área de aproximadamente 30 hectares. Cures foi gradativamente absorvida pela República Romana em 290 a.C., após a derrota dos sabinos.
O declínio definitivo de Cures ocorreu em 174 a.C., após a sua destruição por um poderoso terremoto.  Como conseqüência, houve uma reorganização territorial provocada pela necessidade de aumento da produtividade agrícola, através de novos sistemas de produção.  Os romanos construíram muitas vilas nessa área durante o século II a.C., isso é um sinal dessas mudanças. Conhecida como Villae Rusticae, esse modo de produção tinha como alvo o mercado romano, chegando a utilizar o rio Tibre, consistindo essencialmente na vinicultura e olivicultura e em alguns lugares a criação de gado.
O período que decorre após o declínio do Império Romano era caracterizado por repetidas invasões, devido ao despovoamento por causa das pestes, e ao colapso das estruturas de poder centralizado, mas também a propagação do cristianismo e do aumento do monarquismo. Castelnuovo di Farfa foi fundada, segundo a lenda, no século VI após a sua destruição pelos Lombardos e é fundada novamente em 680. Farfa desempenhou um papel fundamental na história de Sabina durante os séculos seguintes. A abadia de Farfa pertencia à ordem beneditina, uma poderosa organização que abrangia grande parte da Europa e com o seu próprio interesse político e econômico, que muitas vezes contrastavam com as do Papado. Os mosteiros também contribuíram para a conservação e disseminação do conhecimento em um mundo quase completamente analfabeto. A abadia ficou rica sob a proteção dos duques e, após 775, o império de Carlos Magno, trazendo um certo montante de desenvolvimento econômico e agrícola para a área.
Durante esse mesmo período, a população foi abandonando antigos assentamentos no fundo dos vales. Este processo iniciou-se em torno da Sabina século VIII e também representa a concentração de poder local em feudos, eles próprios vassalos dos mais poderosos senhores, em um sistema baseado fundamentalmente com o poder militar e à capacidade de mobilizar exércitos. O melhor símbolo para este sistema é o castelo medieval. Quase todas as aldeias e vilas na Sabina foram fundadas durante o período compreendido entre o século IX-X e muitos deles eram vassalos da abadia. Quase toda a população vivia dentro das muralhas, saindo para trabalhar nos campos durante o dia.
Durante o século XII, Sabina viu o declínio gradual na força da abadia e o crescimento do Pontificado. A partir deste momento da história da abadia e do que resulta que é a área circundante do Papado romano e os nobres que tinham dificuldades em controlá-la. A hegemonia destas nobres famílias se reflete na própria arquitetura das cidades e aldeias na Sabina. Durante o Renascimento, alguns dos castelos medievais foram transformados em palácios do barão, mais notavelmente na Roccasinibalda, Collalto e Orvinio, enquanto outros eram completamente novos palácios construídos, por exemplo, no Palazzo Camuccini Cantalupo ou no Palazzo Orsini Toffia. Durante o século XVIII a população começou a abandonar os velhos centros e se mudam para as áreas periféricas, construindo fazendas. Este processo teve lugar mais do que tudo na Baixa Sabina (mais próximo ao vale do Tibre), onde a fertilidade do solo permitiu a introdução do "mezzadria" ou sistema de parceria, em que os agricultores deram metade da sua produção para o proprietário em troca de o arrendamento de terrenos e fazendas.